# Limnophila formosa
Limnophila formosa är en tvåvingeart som beskrevs av Alexander 1920. Limnophila formosa ingår i släktet Limnophila och familjen småharkrankar. Inga underarter finns listade i Catalogue of Life.